# Bataille d'er Rias
La bataille d'er Rias a lieu en 1329, à er-Rias près d'une ville nommée Mermadjenna dans le pays des Houaras. Elle oppose les troupes du calife hafside Abu Yahya Abu Bakr al-Mutawakkil à l'armée du sultan zianide Abû Tâshfîn, commandée par Yahya Ibn Moussa, Omar Ibn Hamza (chef des tribus nomades de l'Ifriqiya) ainsi qu'un prince hafside, Mohamed Ibn Abu Amran. Ce prince est déclaré calife des Hafsides et l'armée se met en marche vers l'est.

## Déroulement
Abu Yahya Abu Bakr al-Mutawakkil, après avoir eu le temps de préparer ses soldats, se met en route pour intercepter l'armée d'Abû Tâshfîn. Les deux armées se font face à er-Rias dans le pays des Houaras. L'armée d'Abû Tâshfîn simule un retraite afin d'attirer l'armée hafside sur un terrain montagneux où ils peuvent prendre tirer profit de la position. Des contingents arabes de l'armée hafside rejoignent les Zianides, ce qui contribue à leur victoire,.

## Conséquences
Le sultan hafside est blessé, les femmes de sa famille et ses deux fils, Ahmed et Omar, tombent dans les mains des Zianides et sont envoyés à Tlemcen. Abu Yahya se réfugie à Constantine, ou à Annaba. À la suite de cette victoire, les Zianides marchent sur Tunis et occupent la ville.